# MUSIC FREAKS
『MUSIC FREAKS』（ミュージック・フリークス）は、FM802が毎週日曜 22:00 - 月曜 0:00 に放送している音楽番組である。

## 概要
かつてFM802には、開局以来毎晩放送されていたワイド番組『FUNKY STUDIO 802 MUSIC GUMBO』があり、プロのDJに混じって、佐藤竹善（SING LIKE TALKING）、吉田美和（ドリームズ・カム・トゥルー）、桜井和寿（Mr.Children）、草野マサムネ（スピッツ）、KAN、槇原敬之、谷村有美など、平成のJ-POPシーンを作り上げた当時の若手アーティスト達が番組を担当、リスナーからの人気を得ていた。
その『MUSIC GUMBO』が、平日に『Around the MARK'E SONIC STYLE』がスタートしたのに伴い終了。代替として、以前から同じスタイル（隔週交替）でアーティストが担当していた日曜の夜にこの番組をスタートさせた。
DJを務めるアーティストの起用基準は前番組から変わっておらず、FM802が特に注目する若手アーティストが毎年10月に2組選ばれ、隔週交替で1年間担当する。
この番組のDJ経験者で有線放送で重宝されているアーティストも多い。

## パーソナリティー

### 現在の担当アーティスト
2024年10月から隔週交替で1年間担当予定。
- なち（サバシスター）

2024年10月6日放送から担当。
- Tele

2024年10月13日放送から担当。

### 過去の担当アーティスト
過去に担当したアーティストの中にも、後に大ブレイクすることとなった者が多く含まれる。太字は、同局でヘヴィー・ローテーションに選ばれたアーティスト。下線はUSENの年間チャート1位を獲得したアーティスト。
|                        | アーティスト                      | アーティスト                       |
| ---------------------- | --------------------------------- | ---------------------------------- |
| 2023年10月 - 2024年9月 | Ito（PEOPLE 1）                   | Maika（Chilli Beans.)              |
| 2022年10月 - 2023年9月 | ムツムロ アキラ(ハンブレッダーズ) | 塩塚 モエカ（羊文学）              |
| 2021年10月 - 2022年9月 | Vaundy                            | suis（ヨルシカ）                   |
| 2020年10月 - 2021年9月 | はっとり(マカロニえんぴつ)        | milet                              |
| 2019年10月 - 2020年9月 | 石原慎也（Saucy Dog）             | ビッケブランカ                     |
| 2018年10月 - 2019年9月 | 藤原聡（Official髭男dism）        | あいみょん                         |
| 2017年10月 - 2018年9月 | 片岡健太（sumika）                | Rover（ベリーグッドマン）          |
| 2016年10月 - 2017年9月 | YONCE（Suchmos）                  | 藤原さくら                         |
| 2015年10月 - 2016年9月 | 田邊駿一（BLUE ENCOUNT）          | 高城晶平（cero）                   |
| 2014年10月 - 2015年9月 | いちろー（東京カランコロン）      | ヤマサキセイヤ（キュウソネコカミ） |
| 2013年10月 - 2014年9月 | ハルカトミユキ                    | 谷口鮪（KANA-BOON）                |
| 2012年10月 - 2013年9月 | 川上洋平（［Champagne］）         | 三浦大知                           |
| 2011年10月 - 2012年9月 | 古舘佑太郎（The SALOVERS）        | 蒼山幸子（ねごと）                 |
| 2010年10月 - 2011年9月 | 小山田壮平（andymori）            | ハマ・オカモト（OKAMOTO'S）        |
| 2009年10月 - 2010年9月 | 阿部真央                          | 光村龍哉（NICO Touches the Walls） |
| 2008年10月 - 2009年9月 | 桃野陽介（monobright）            | 山森大輔（ROCK'A'TRENCH）          |
| 2007年10月 - 2008年9月 | 越智志帆（Superfly）              | 須藤寿（髭（HiGE））               |
| 2006年10月 - 2007年9月 | 絢香                              | 高橋孝樹（PERIDOTS）               |
| 2005年10月 - 2006年9月 | 渡和久（風味堂）                  | Salyu                              |
| 2004年10月 - 2005年9月 | ヒダカトオル（BEAT CRUSADERS）    | グローバー義和（Jackson vibe）     |
| 2003年10月 - 2004年9月 | 藤巻亮太（レミオロメン）          | コヤマシュウ（Scoobie Do）         |
| 2002年10月 - 2003年9月 | 松本素生（GOING UNDER GROUND）    | SHOGO（175R）                      |
| 2001年10月 - 2002年9月 | JESSE（RIZE）                     | KREVA（KICK THE CAN CREW）         |
| 2000年10月 - 2001年9月 | 永積タカシ（SUPER BUTTER DOG）    | 小林建樹                           |
| 1999年10月 - 2000年9月 | 岸田繁（くるり）                  | 我那覇美奈                         |
| 1998年10月 - 1999年9月 | スガシカオ                        | 中村一義                           |

## 出来事
2010年2月14日の放送では光村が体調不良のため、急きょNICO Touches the Wallsのベース・坂倉心悟が代打DJを務めた。この日はライブツアー中であったため、同じJFL系列のCROSS FMのスタジオから放送された。